# Skocznia narciarska na Górze Cyranowskiej
Skocznia narciarska na Górze Cyranowskiej – nieistniejąca skocznia narciarska, wybudowana w 1953 na południowo-wschodnim stoku Góry Cyranowskiej w Mielcu. Została ona zbudowana z inicjatywy członków sekcji narciarskiej Stali Mielec, z elementów hangaru i drewnianych słupów. 27 lutego 1954 rozegrano pierwsze zawody kombinacji norweskiej, w których w skokach wygrał Edward Tarnowski.